# غميقة

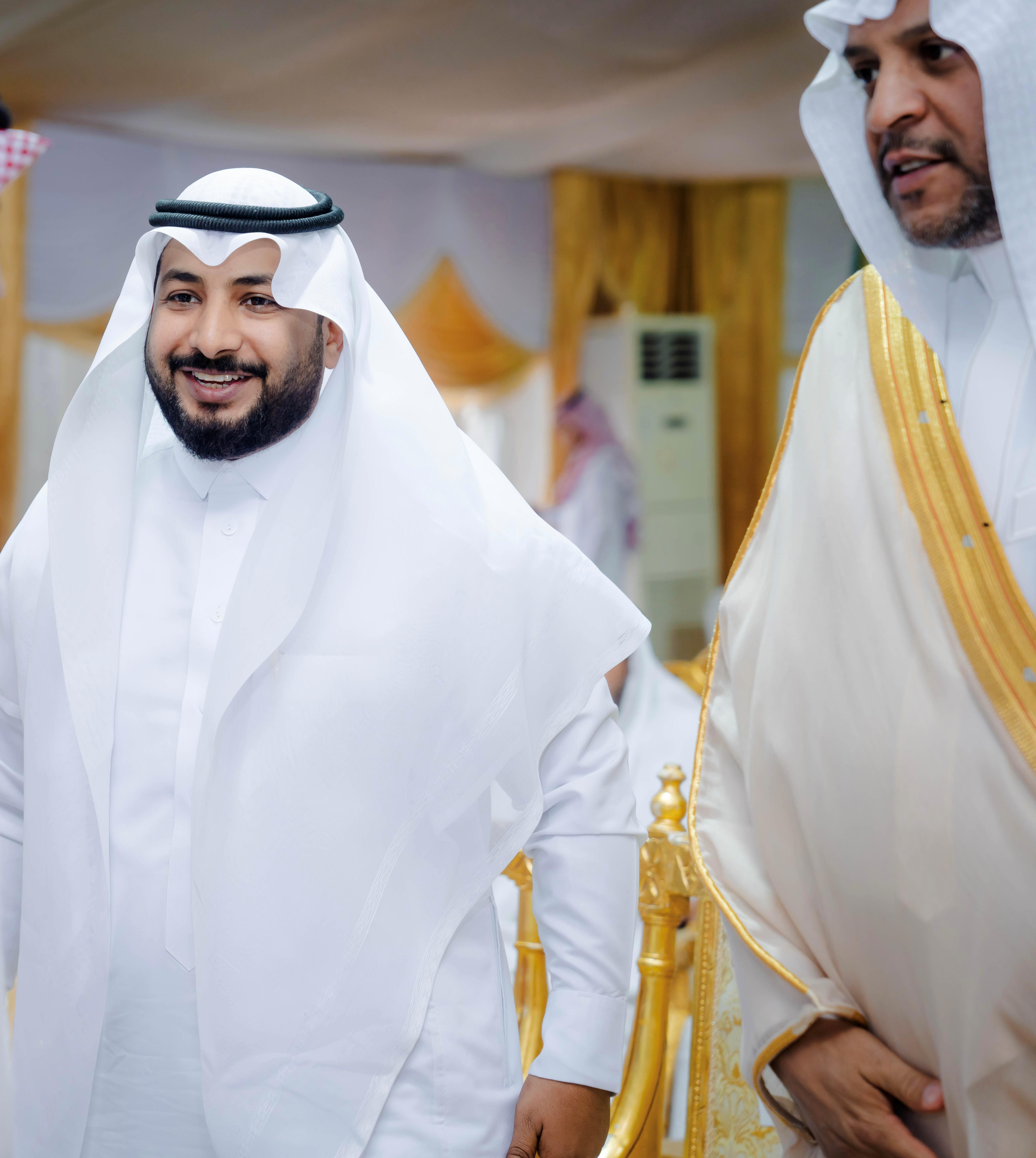

غميقة هي مركز تابع لمحافظة الليث التابعة لمنطقة مكة المكرمة في المملكة العربية السعودية وتقع غميقة شرق وادي الليث الكبير وتشتهر غميقة بكثرة أشجار الأراك فيها.

## الموقع
يقع مركز غميقة 27 كم شرق محافظة الليث و 180 كم جنوب غرب مدينة مكة المكرمة وتعد غميقة مركز فئة أ وتتبع مركز غميقة عدد من القرى أهمها: غميقة (المرزوز قديما)، الوطيات، الحسينية، الماء الحار، الدية، عيار، منسا.

## الشؤون الإدارية
يرأس مركز غميقة سلمان بن سلطان الفعر الشريف و يرأس بلدية غميقة المهندس عبدالله بن شامي السيد و يرأس مخفر شرطة غميقة المقدم سعيد بن صويلح الربيعي و يترأس جمعية البر الخيرية بغميقة الشيخ منصور بن أحمد الجبيري الكناني ويرأس فرع جمعية الدعوة بمركز غميقة الشيخ عبدالله بن محمد الجبيري الكناني و يترأس جمعية التنمية بمركز غميقة الأستاذ حسن بن سليم الكناني و يترأس جمعية رعاية الايتام الشيخ منصور بن أحمد الجبيري الكناني و يترأس جمعية ترياق للخدمات الصحية الاستاذ سعيد بن عايض السراجي و يترأس جمعية ترميم الاستاذ أحمد بن علي الجبيري الكناني

## العين الحارة (عين الماء الحار)
تتميز غميقة والمراكز التابعة بالعديد من مواقع الجذب السياحية ومن ابرزها العين الحارة الواقعة بقرية الماء الحار بمركز غميقة من أهم و أبرز مواقع الاستشفاء العلاجية و السياحية في منطقة مكة المكرمة ، والتي يبلغ عدد عيونها 19 عينا ويبلغ ارتفاعها عن سطح البحر 165م وتبلغ درجة حرارتها 80 درجه مئوية
يمتلك الموقع العديد من مقومات السياحة العلاجية الاستثمارية
الموقع الجغرافي: يعتبر موقع العين الحارة موقعاً استراتيجياً وذلك لقربها من منطقة مكة المكرمة بحوالي 180 كلم
المناخ: يعتبر مناخ العين الحارة مناخاً جاذباً للوفود السياحية وذلك بسبب انه معتدل طوال العام
البنية الجيولوجية: تتميز تضاريس وطبيعة الموقع بالتنوع التضاريسي حيث انها تتكون من سلسلة جبال تطل على الموقع من جهتين ويمر بمحاذاتها وادي الليث الذي يمتلك غابات من الاشجار مستديمة الخضره ويمتاز بجريان المياه طوال العام

## السكان
تتبع مركز غميقة عدد من القرى والهجر ولا تسكن القبائل في المركز فقط وإنما تسكن بمركز غميقة الرئيسي وبالقرى والهجر التابعة له بين غميقة والليث.

## وصلات خارجية
- موقع إمارة منطقة مكة المكرمة.